# Mythicomyia hybos
Mythicomyia hybos är en tvåvingeart som beskrevs av Axel Leonard Melander 1961. Mythicomyia hybos ingår i släktet Mythicomyia och familjen svävflugor.
Artens utbredningsområde är Kalifornien. Inga underarter finns listade i Catalogue of Life.